# Amegós
Amegós (en árabe: أماغوس‎, en francés: Amarhousse) es una localidad marroquí perteneciente al municipio de Taasif, en la región de Tánger-Tetuán-Alhucemas. Desde 1912 hasta 1956 perteneció a la zona norte del Protectorado español de Marruecos.